# 傾斜 (地質学)

図中の2が傾斜を表す。1は走向、3はレーク。

地質学における傾斜（けいしゃ、英語: dip:17）は、地層の走向に対して直交した方向の水平面からの角度によって表現される、その層がどれほど傾いているかを示すものである:50。

## 概要
背斜・向斜というように、遠い目で見た際地層の傾斜は変化している。しかし近い目で見ると傾斜は特定の角度に近似することが可能であり、これを記録することによって観察対象の地層がどれほど傾いているかを示すことが可能である。傾斜は走向線を基準として東西にあるかを示すことによって記録する。なおここでは面が下がっていく方向を記録する:17。
これを記録するために、走向と同様規格化されたものではないものの表現記法が存在している。例えば東に45度の傾斜が存在した場合、45°Eという表記が行われる。なお走向線自体が東西に近い場合は、分かりやすくするために南北を付記することがあり、例えば走向がN30°Wであった場合は45°NEとなる:17:50-51。

走向傾斜マークの例。走向はN30°W、東に45°の傾斜を示す。

測定したものの記録方法の一つとして走向傾斜マークの使用がある。これは名称の通り、その地点の傾斜のみならず走向を記録する記号である。このマークを用いて表現する場合、傾斜は二本の直線のうち短いものの向きである。
複数箇所で測定した傾斜を平均化する際、単に角度の数値を相加平均することは誤りであり、ステレオ投影を行ったうえで各々の面の重心を求め、ここから傾斜を求めることによって平均を求めることが可能である:20。

## 測定
この節では傾斜の測定方法について述べる。

### クリノメーターによる測定

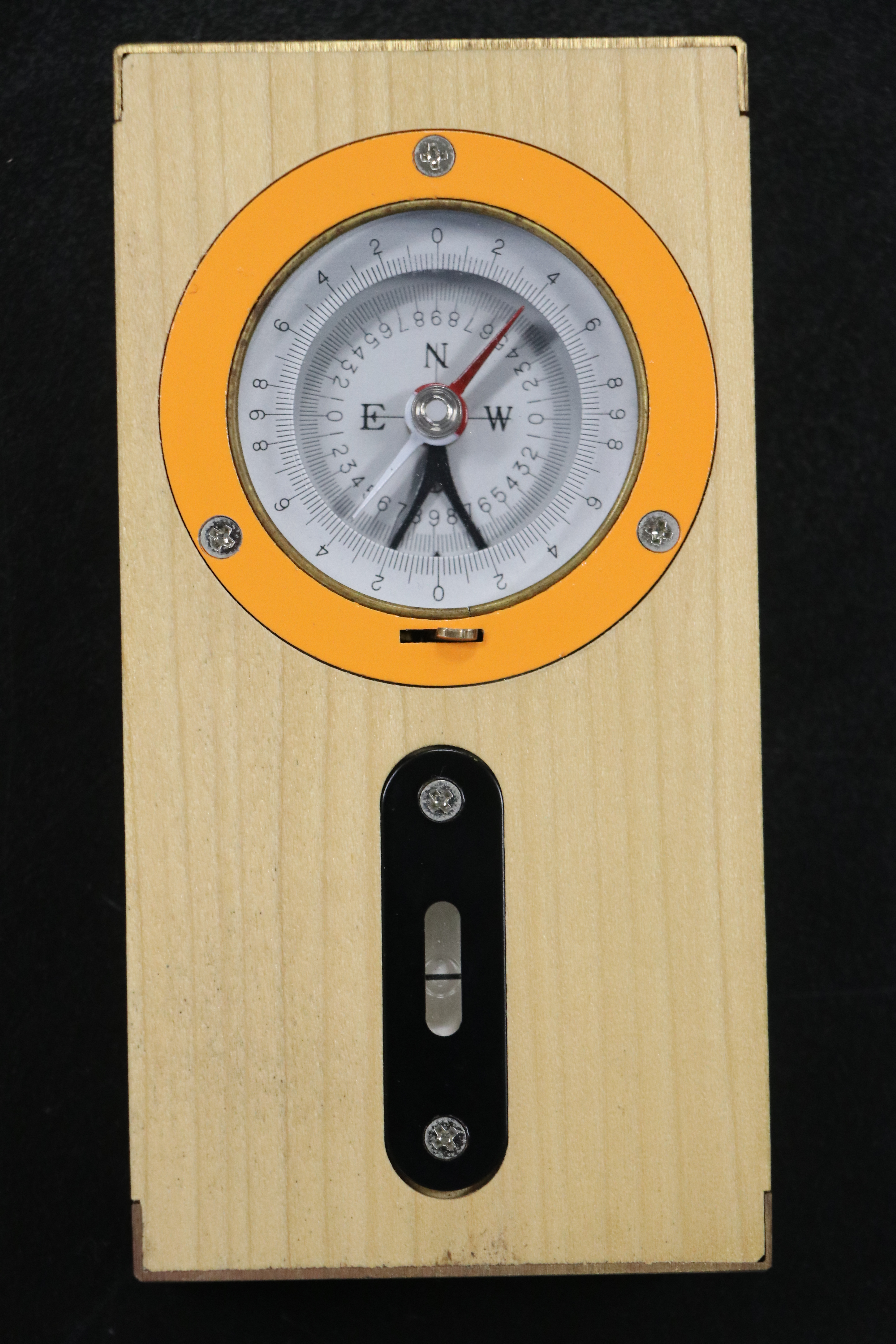
京都科学による木製クリノメーター

クリノメーターは走向の測定にも用いられるが、傾斜の測定にも用いられる。傾斜の測定時にはクリノメーターの長辺を走向に対して直角になるようにし、内側の目盛りを用いて傾斜を測定する。またその方位をクリノメーターを水平に持つことによって測定する:18:55。
走向の測定時と同様に露頭の凹凸が激しい場合は走向板を用いて測定するとより正確な傾斜を測定することが可能である。また直接露頭にアプローチすることが不可能である場合は露頭に対して正対し、クリノメーターの長辺をその層理面の延長線と同じ角度にすることによって測定可能である。この際に測定したものは直接測定したものと比較して平均的なものとなる:20:62-63。

## 利用
その面が平面であった場合、先述の通りに測定したデータ及び走向を複数用いることによって、その面を定義することが可能であるため、その地域の地質図を作成することが可能である。ここに地形図と走向線及びこれと平行な線を合わせて示し、その線と同高度の点を結ぶことによって、その境界を示すことが可能である:9。